# Seminarul Báthory-Apor din Cluj

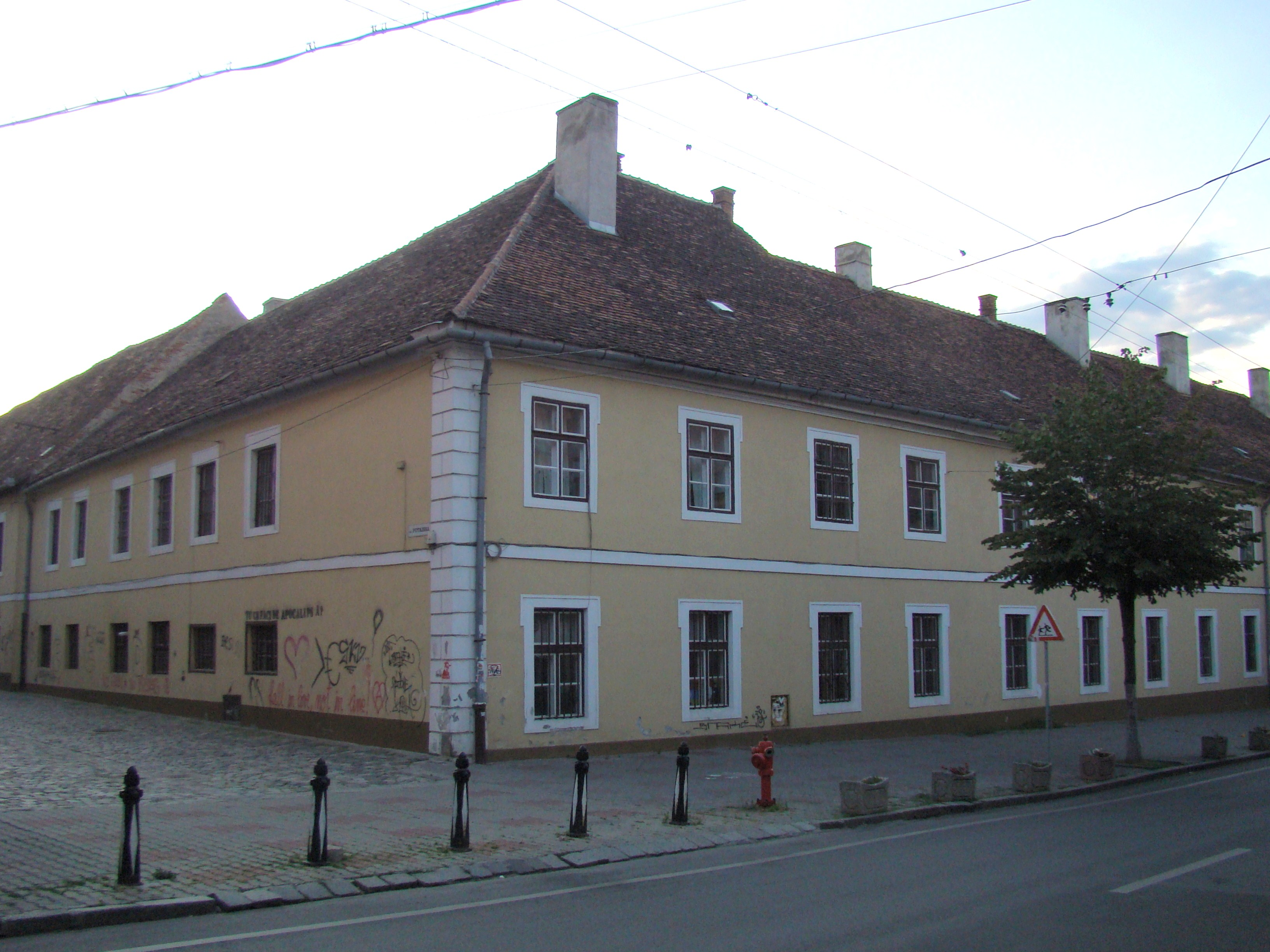
Sediul Seminarului Báthory-Apor

Seminarul Báthory-Apor a fost o instituție de învățământ înființată la Cluj în anul 1721 din fondul lăsat moștenire de nobilul Ștefan Apor. Clădirea fostului seminar se află pe str. Universității nr. 10 și este monument istoric (cod LMI CJ-II-m-B-07503).

## Istoric
Datare: 1721-1727.